# Isla de Piedras
Isla de Piedras es un islote ubicado en el litoral del Golfo de México, perteneciente al municipio de Calkiní, estado de Campeche, México. Se encuentra aproximadamente a 15 km al norte de la Isla de Jaina. Contiene el islote una necrópolis maya que ha sido datada arqueológicamente en la época clásica tardía.

## Datos arqueológicos
El primer testimonio escrito sobre los vestigios de este sitio precolombino, se remonta a la exploración realizada por el francés Désiré Charnay en 1886.
Pocas investigaciones arqueológicas se han realizado a partir de su descubrimiento, tal vez en razón de la prioridad que se ha dado a la cercana y mucho más importante (arqueológicamente) necrópolis maya situada en la vecina Isla de Jaina.
Se han descubierto sepulturas conteniendo despojos humanos y animales, así como fragmentos de estuco y objetos de basalto, obsidiana, sílex, piedra calcárea, conchuela y cerámica.
La cerámica ha permitido datar de manera más o menos precisa la ocupación del sitio en el periodo clásico tardío mesoamericano. Se supone que en la época la isla perteneció administartiva y políticamente, con la Isla de Jaina, a las entidades que dominaron la región del litoral campechano y que controlaron la región Puuc de la Península de Yucatán.